# Amanda Lassiter
Amanda Lassiter (San Francisco, 9 giugno 1979) è un'ex cestista statunitense, professionista nella WNBA.

## Carriera
È stata selezionata dalle Houston Comets al primo giro del Draft WNBA 2001 (15ª scelta assoluta).